# مايكل كينا (مصور)
مايكل كينا (بالإنجليزية: Michael Kenna)‏ هو مصور أمريكي، ولد في 20 أغسطس 1857، وتوفي في 9 أكتوبر 1946.